# Theriella tenuistyla
Theriella tenuistyla là một loài nhện trong họ Salticidae.
Loài này thuộc chi Theriella. Theriella tenuistyla được María Elena Galiano miêu tả năm 1970.